# 夏明 (1965年)

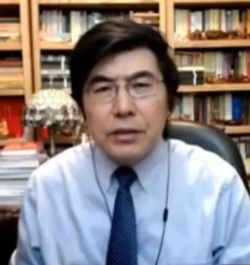
夏明教授

夏明（1965年5月20日—），现任美国纽约城市大学研究生中心和斯德顿岛学院政治学教授，为海外自由派学者。

## 生平
出生于四川成都，1981年考入复旦大学国际政治系，1984年加入中国共产党，夏明与第十九届中国共产党中央政治局常务委员会委员王沪宁同为复旦大学校友，曾为师生、同事，从1981到1991年交往相处十年。王沪宁在1982至1983年教授夏明的“西方政治思想史”和“现代西方政治思想”课程。六四事件之后，夏明与王沪宁分道扬镳。
在复旦大学国际政治系获得学士和硕士学位后，他获得了天普大学博士学位。1997年获Bernard Watson最佳论文奖。曾任教于复旦大学，曾任乔治华盛顿大学Sigur亚洲研究中心（2003年）、伍德罗·威尔逊国际研究中心常驻研究员（2004年）和新加坡国立大学东亚研究所（2004年和2011年）研究员。主要研究国际政治经济学、全球化、全球犯罪、东亚和中国大陸問题。

## 观点
夏明认为，中共权贵化和寡头化后变成了一种右翼独裁，而不是依靠工农的左翼政权，需要暴民的支撑。当中共把知识的公共性和独立性消灭了之后，这种暴民就会随之出现。

## 代表作品
- 《红太阳帝国：中共最后的分赃》，明镜出版社，2015年，ISBN 978-1630328016。
- The Dual Developmental State (Ashgate 2000)
- The People’s Congresses and Governance in China (Routledge 2008; paperback edition 2011)
- Co-editor of The Crown of Thorn: Liu Xiaobo and the Nobel Peace Prize (Hong Kong: Morning Bell Publisher, 2010)